# Krasiczyn

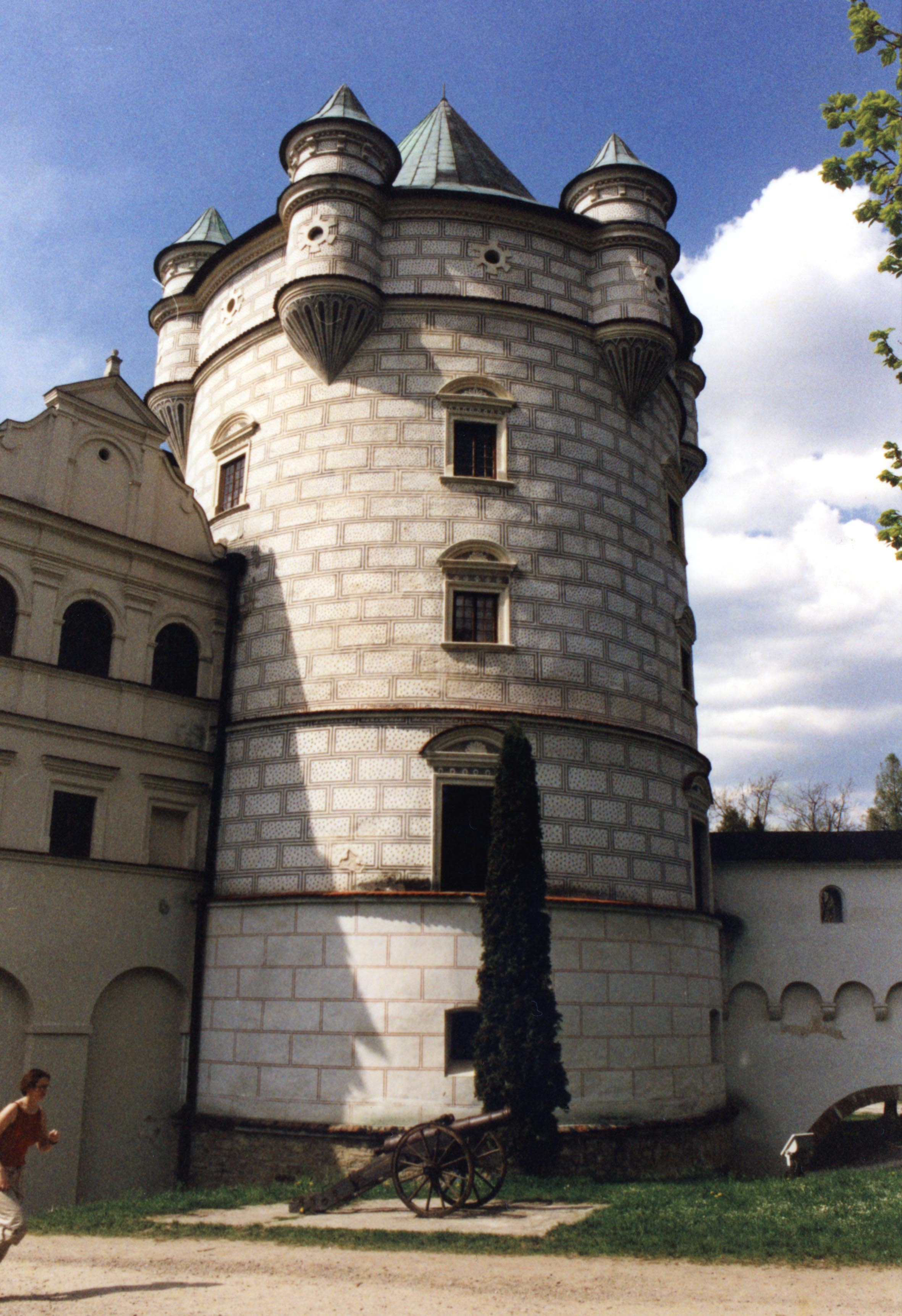

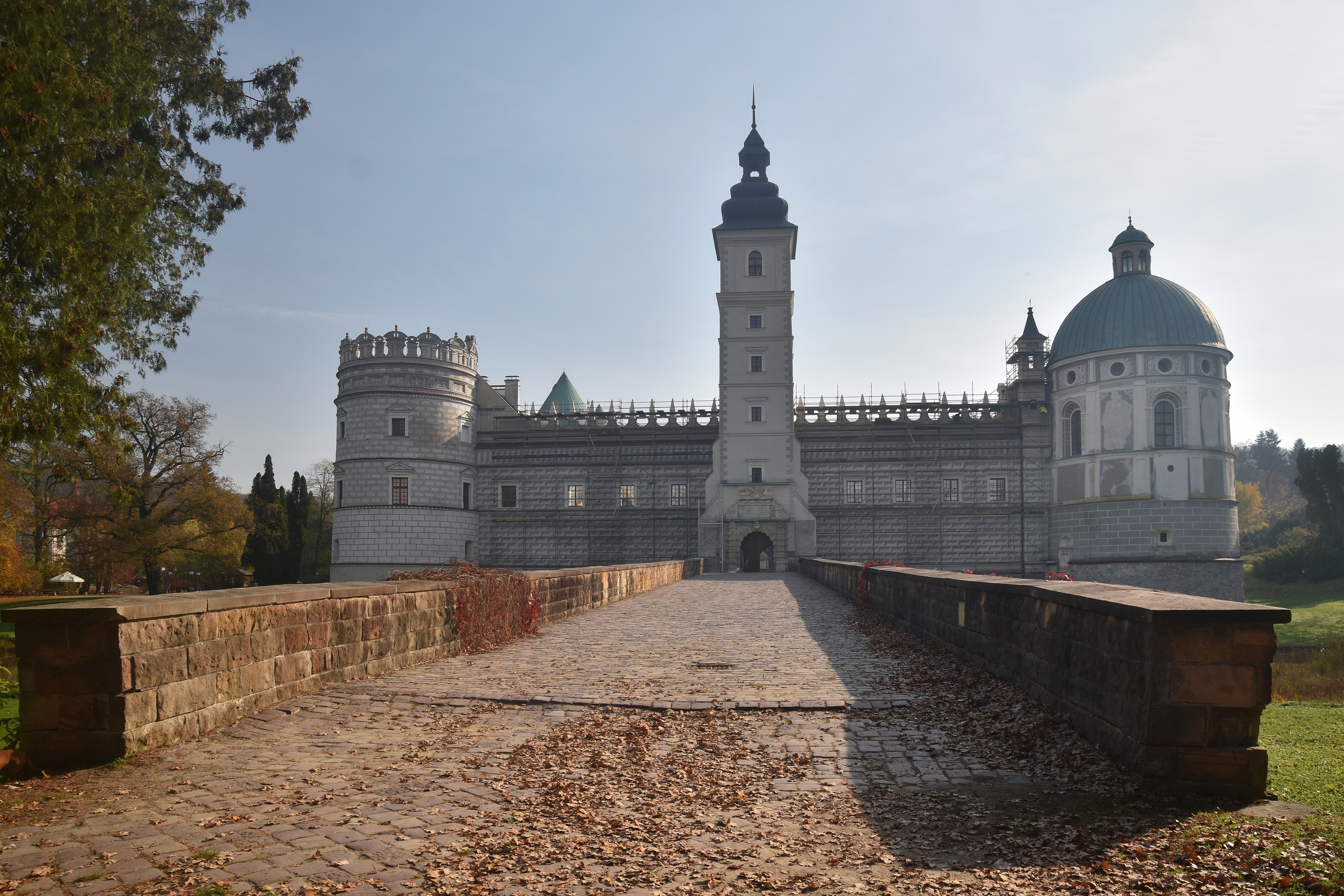
Zamek w Krasiczynie

Herb Krasiczyna

Krasiczyn – wieś (dawniej miasteczko) w Polsce położona w województwie podkarpackim, w powiecie przemyskim, siedziba gminy Krasiczyn, 10 km na zachód od Przemyśla.
Leży na prawym brzegu Sanu, u ujścia do niego niewielkiego Komarskiego Potoku, u podnóża Pogórza Przemyskiego. Centrum miejscowości leży na wysokości ok. 215 m n.p.m., a wznoszące się nad nim od południowego wschodu wzgórza nieznacznie przekraczają wysokość 400 m n.p.m.
Przez Krasiczyn przebiega droga krajowa nr 28 na odcinku z Przemyśla do Sanoka.

## Integralne części wsi
| SIMC    | Nazwa     | Rodzaj    |
| ------- | --------- | --------- |
| 0604790 | Browar    | część wsi |
| 0604809 | Komara    | część wsi |
| 0604815 | Rządcówka | część wsi |
| 0604821 | Zamek     | część wsi |

## Historia
W XV w. wioska nosiła nazwę Śliwnica. W 1525 r. właścicielem wsi został Jakub z Siecina, który istniejący dwór obronny zaczął przekształcać w zamek. W tym czasie zabudowania składały się z budynku bramnego, dworu i zabudowań gospodarczych. Całość otaczały wał i fosa.
Nazwisko Krasicki zostało przyjęte przez potomków Jakuba. Stryj biskupa przemyskiego Stanisława Jakub Siecieński zwany Trąbą osiedlił się w województwie ruskim, a następnie ożenił z Barbarą Orzechowską herbu Oksza, właścicielką Śliwnicy. Jego synowie zaczęli się pisać następnie Krasickimi z Siecina, od nazwy pobliskiej wsi Krasice.
W dalszym etapie zamek i pobliską wieś nazwano od nazwiska właściciela – Krasiczyn (ok. 1602), natomiast miano Śliwnicy zaczęła nosić oddzielna część wsi, obecnie sąsiednia wioska.
Założycielem miasteczka Krasiczyn, które powstawało w latach 1615–1620, był kasztelan przemyski Stanisław Krasicki, syn Jakuba.
Krasiczyn uzyskał lokację miejską około 1620 roku, zdegradowany przed 1919 rokiem.
Miasto wraz z dobrami Krasiczyn, leżące w ziemi przemyskiej należało do wojewody sandomierskiego i lubelskiego Jana Tarły od 1724 roku.
Po I rozbiorze Polski miejscowość znalazła się w zaborze austriackim. Do roku 1782 należała do okręgu przemyskiego cyrkułu samborskiego, zaś od tego roku do nowo utworzonego cyrkułu przemyskiego.
W II Rzeczypospolitej wieś w powiecie przemyskim w województwie lwowskim.
W latach 1943–1947 nacjonaliści ukraińscy z OUN-UPA zamordowali tutaj 65 Polaków, w tym kilkunastu żołnierzy Wojska Polskiego i milicjantów. Spalili też większość gospodarstw.
W latach 1954–1972 wieś należała i była siedzibą władz gromady Krasiczyn, następnie gminy Krasiczyn. W latach 1975–1998 wieś położona była w województwie przemyskim.
Miejscowość jest siedzibą rzymskokatolickiej parafii św. Marcina.

## Zamek w Krasiczynie
Od końca XVI w. Stanisław Krasicki i kolejny właściciel, Marcin Krasicki, rozbudowali i przekształcili surową warowną siedzibę w obronny zespół pałacowy na planie prostokąta, otoczony murem obronnym z czterema narożnymi basztami. Wzdłuż muru, po wschodniej stronie, pobudowano nowe skrzydło mieszkalne.
Charakterystyczne dla zamku są 4 odmienne wieże narożne: Boska, Papieska, Królewska i Szlachecka. Miały one odzwierciedlać wieczny porządek oraz role Kościoła, króla, papieża i szlachty. Baszta Boska z kopułą na szczycie mieściła kaplicę. Basztę Papieską wieńczy attyka. Znajdowały się w niej pokoje gościnne przeznaczone dla wysokich dostojników kościelnych. W Baszcie Królewskiej mieściły się apartamenty królewskie. Baszta Szlachecka jest zwieńczona koroną.
W 1940 na terenie zamku filmowcy radzieccy kręcili antypolski film pt. „Wiatr ze wschodu”, uzasadniający inwazję ZSRR na Polskę 17 września 1939.
Obecnie w zamku znajdują się hotel i restauracja. Niektóre części zamku są udostępnione do zwiedzania w grupach z przewodnikiem.
Na zamku w Krasiczynie urodził się arcybiskup krakowski, kardynał Adam Stefan Sapieha.

## Pozostałe zabytki
- kościół parafialny św. Marcina z XVII w.;
- cmentarz żydowski.

## Zasłużeni dla Krasiczyna
- Wojciech Mroczko – długoletni naczelnik gminy Krasiczyn.
- Stanisław Bartmiński – duchowny rzymskokatolicki, prałat, proboszcz parafii Krasiczyn w latach 1970-2007.
- Florian Zając – kapelan AK, działacz państwa podziemnego, więzień Wronek.
- Józef Zwoliński – długoletni naczelnik i wójt gminy Krasiczyn.

## Komunikacja
Przez Krasiczyn przebiega droga krajowa nr 28 Zator – Wadowice – Nowy Sącz – Gorlice – Biecz – Jasło – Krosno – Sanok – Medyka.